# District de Lintong
Le district de Lintong (临潼区 ; pinyin : Líntóng Qū) est une subdivision administrative de la province du Shaanxi en Chine. Il est placé sous la juridiction de la ville sous-provinciale de Xi'an.
La ville de Lintong est une station thermale.
C'est dans ce district que fut découvert le Mausolée de l'empereur Qin et son armée de soldats de terre cuite.